# Jaragi Szugajew
Jaragi Gadżyjewicz Szugajew (ros. Яраги Гаджиевич Шугаев; ur. 18 lipca 1960) – radziecki zapaśnik startujący w stylu wolnym.
Złoty medalista mistrzostw Europy w 1979 i srebrny w 1980. Drugi w Pucharze Świata w 1980. Mistrz świata juniorów w 1979 roku.
Mistrz ZSRR w 1981 roku.